# Ulrich Faber
Ulrich Faber (10 de outubro de 1918 - ) foi um comandante de U-Boot que serviu na Kriegsmarine durante a Segunda Guerra Mundial.